# Resolução 68 do Conselho de Segurança das Nações Unidas
Resolução 68 do Conselho de Segurança das Nações Unidas, aprovada em 10 de fevereiro de 1949, decidiu que a Resolução 192 da Assembleia Geral das Nações Unidas seja transmitida à Comissão para Armamentos Convencionais de acordo com seus termos.
Foi aprovada com 9 votos, com duas abstenções da Ucrânia e a União Soviética.